# Gunderatehausen (Wüstung)
Gunderatehausen oder locus beziehungsweise Gunderatehusen (8./9. Jahrhundert) war eine Siedlung, gelegen in der heutigen Gemarkung von Sindlingen, westlicher Stadtteil von Frankfurt am Main. Die Siedlung muss bis mindestens in die zweite Hälfte des 12. Jahrhunderts existiert haben, bevor sie zur Wüstung wurde. Die Ortschaft lag auf einer Höhe von 109 Metern über NN. Im 8./9. Jahrhundert übertrug ein Gunderat dem Kloster Fulda seinen Gunderatehausen genannten Bifang (captura) bei Sindlingen.
Im Grenzbereich der Gemarkungen von Sindlingen, Hattersheim, Kriftel und Frankfurt-Zeilsheim gelegen, erinnert der Flurname Kudert an die Siedlung. Der Ort wird in der einzigen bekannten schriftlichen Quelle auf Latein bezeichnet als iuxta villam Sutilingen (deutsch: „benachbart dem Dorf Sutilingen“).